# Collegio di Barking
Barking è un collegio elettorale situato nella Grande Londra, e rappresentato alla Camera dei comuni del Parlamento del Regno Unito. Elegge un membro del parlamento con il sistema first-past-the-post, ossia maggioritario a turno unico; l'attuale parlamentare è Nesil Caliskan del Partito Laburista, che rappresenta il collegio dal 2024.

## Estensione

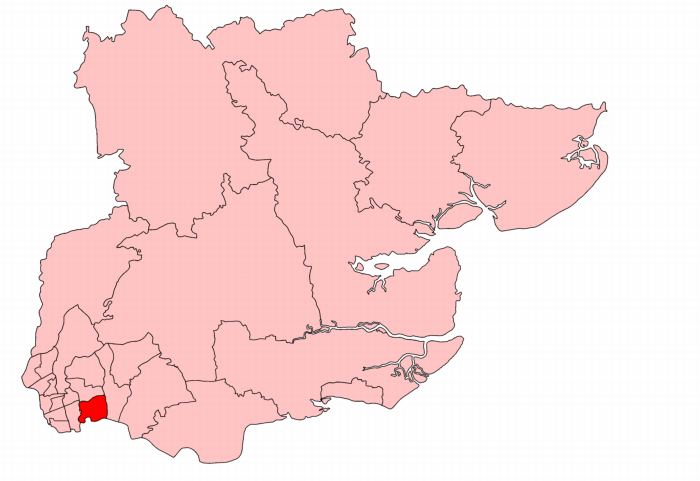
Barking nell'Essex, con i confini in vigore dal 1945 al 1950.

Barking dal 2010 al 2024

- 1945–1974: il Municipal Borough di Barking.
- 1974–1983: i ward del borgo londinese di Barking di Abbey, Cambell, Gascoigne, Longbridge e Manor.
- 1983–1997: i ward del borgo londinese di Barking and Dagenham di Abbey, Cambell, Eastbury, Gascoigne, Goresbrook, Longbridge, Manor, Parsloes e Thames.
- 1997–2010: i ward del borgo londinese di Barking and Dagenham di Abbey, Becontree, Cambell, Eastbury, Gascoigne, Goresbrook, Longbridge, Manor, Parsloes e Thames.
- 2010-2024: i ward del borgo londinese di Barking and Dagenham di Abbey, Alibon, Becontree, Eastbury, Gascoigne, Goresbrook, Longbridge, Mayesbrook, Parsloes, Thames e Valence.[1]
- dal 2024: i ward del borgo londinese di Barking and Dagenham di Abbey; Alibon; Barking Riverside; Becontree; Eastbury; Gascoigne; Goresbrook; Longbridge; Mayesbrook; Northbury; Parsloes; Thames View e Valence.

## Membri del parlamento
| Elezione | Elezione       | Deputato            | Partito   |
| -------- | -------------- | ------------------- | --------- |
|          | 1945           | Somerville Hastings | Laburista |
| 1959     | Tom Driberg    |                     | Laburista |
| Feb 1974 | Jo Richardson  |                     | Laburista |
| 1994 (S) | Margaret Hodge |                     | Laburista |
| 2024     | Nesil Caliskan |                     | Laburista |

## Elezioni

### Elezioni negli anni 2020
| Partito                    | Partito                                | Candidato                  | Risultati 4 luglio 2024 | Risultati 4 luglio 2024 |
| Partito                    | Partito                                | Candidato                  | Voti                    | %                       |
| -------------------------- | -------------------------------------- | -------------------------- | ----------------------- | ----------------------- |
|                            | Laburista                              | Nesil Caliskan             | 16 227                  | 44,49                   |
|                            | Reform UK                              | Clive Peacock              | 5 173                   | 14,18                   |
|                            | Verde                                  | Simon Anthony              | 4 988                   | 13,67                   |
|                            | Conservatore                           | Julie Redmond              | 4 294                   | 11,77                   |
|                            | Workers                                | Muhammad Asim              | 3 578                   | 9,81                    |
|                            | Lib Dem                                | Charley Hasted             | 1 015                   | 2,78                    |
|                            | Indipendente                           | Dee Dias                   | 753                     | 2,06                    |
|                            | Popoli Cristiani                       | Lucy Baiye-Gaman           | 449                     | 1,23                    |
|                            |                                        |                            |                         |                         |
| Iscritti                   | Iscritti                               | Iscritti                   | 79 825                  | 100,00                  |
| ↳ Votanti (% su iscritti)  | ↳ Votanti (% su iscritti)              | ↳ Votanti (% su iscritti)  | 36 477                  | 45,70                   |
| ↳ Astenuti (% su iscritti) | ↳ Astenuti (% su iscritti)             | ↳ Astenuti (% su iscritti) | 43 348                  | 54,30                   |
|                            |                                        |                            |                         |                         |
|                            | Esito: collegio confermato a Laburista |                            |                         |                         |

### Elezioni negli anni 2010
| Partito                    | Partito                                | Candidato                  | Risultati 12 dicembre 2019 | Risultati 12 dicembre 2019 |
| Partito                    | Partito                                | Candidato                  | Voti                       | %                          |
| -------------------------- | -------------------------------------- | -------------------------- | -------------------------- | -------------------------- |
|                            | Laburista                              | Margaret Hodge             | 27 219                     | 61,17                      |
|                            | Conservatore                           | Tamkeen Shaikh             | 11 792                     | 26,50                      |
|                            | Brexit                                 | Karen Batley               | 3 186                      | 7,16                       |
|                            | Lib Dem                                | Ann Haigh                  | 1 482                      | 3,33                       |
|                            | Verdi                                  | Shannon Butterfield        | 820                        | 1,84                       |
|                            |                                        |                            |                            |                            |
| Iscritti                   | Iscritti                               | Iscritti                   | 77 953                     | 100,00                     |
| ↳ Votanti (% su iscritti)  | ↳ Votanti (% su iscritti)              | ↳ Votanti (% su iscritti)  | 44 499                     | 57,08                      |
| ↳ Astenuti (% su iscritti) | ↳ Astenuti (% su iscritti)             | ↳ Astenuti (% su iscritti) | 33 454                     | 42,92                      |
|                            |                                        |                            |                            |                            |
|                            | Esito: collegio confermato a Laburista |                            |                            |                            |

| Partito                    | Partito                                | Candidato                  | Risultati 8 giugno 2017 | Risultati 8 giugno 2017 |
| Partito                    | Partito                                | Candidato                  | Voti                    | %                       |
| -------------------------- | -------------------------------------- | -------------------------- | ----------------------- | ----------------------- |
|                            | Laburista                              | Margaret Hodge             | 32 319                  | 67,78                   |
|                            | Conservatore                           | Minesh Talati              | 10 711                  | 22,46                   |
|                            | UKIP                                   | Roger Gravett              | 3 031                   | 6,36                    |
|                            | Verdi                                  | Shanon Butterfield         | 724                     | 1,52                    |
|                            | Lib Dem                                | Pauline Pearce             | 599                     | 1,26                    |
|                            | Indipendente                           | Noel Falvey                | 295                     | 0,62                    |
|                            |                                        |                            |                         |                         |
| Iscritti                   | Iscritti                               | Iscritti                   | 77 022                  | 100,00                  |
| ↳ Votanti (% su iscritti)  | ↳ Votanti (% su iscritti)              | ↳ Votanti (% su iscritti)  | 47 679                  | 61,90                   |
| ↳ Astenuti (% su iscritti) | ↳ Astenuti (% su iscritti)             | ↳ Astenuti (% su iscritti) | 29 343                  | 38,10                   |
|                            |                                        |                            |                         |                         |
|                            | Esito: collegio confermato a Laburista |                            |                         |                         |

| Partito                    | Partito                                | Candidato                  | Risultati 7 maggio 2015 | Risultati 7 maggio 2015 |
| Partito                    | Partito                                | Candidato                  | Voti                    | %                       |
| -------------------------- | -------------------------------------- | -------------------------- | ----------------------- | ----------------------- |
|                            | Laburista                              | Margaret Hodge             | 24 826                  | 57,70                   |
|                            | UKIP                                   | Roger Gravett              | 9 554                   | 22,21                   |
|                            | Conservatore                           | Mina Rahman                | 7 019                   | 16,31                   |
|                            | Verdi                                  | Tony Rablen                | 879                     | 2,04                    |
|                            | Lib Dem                                | Peter Wilcock              | 562                     | 1,31                    |
|                            | TUSC                                   | Joseph Mambuliya           | 183                     | 0,43                    |
|                            |                                        |                            |                         |                         |
| Iscritti                   | Iscritti                               | Iscritti                   | 73 977                  | 100,00                  |
| ↳ Votanti (% su iscritti)  | ↳ Votanti (% su iscritti)              | ↳ Votanti (% su iscritti)  | 43 023                  | 58,16                   |
| ↳ Astenuti (% su iscritti) | ↳ Astenuti (% su iscritti)             | ↳ Astenuti (% su iscritti) | 30 954                  | 41,84                   |
|                            |                                        |                            |                         |                         |
|                            | Esito: collegio confermato a Laburista |                            |                         |                         |

| Partito                    | Partito                                | Candidato                  | Risultati 6 maggio 2010 | Risultati 6 maggio 2010 |
| Partito                    | Partito                                | Candidato                  | Voti                    | %                       |
| -------------------------- | -------------------------------------- | -------------------------- | ----------------------- | ----------------------- |
|                            | Laburista                              | Margaret Hodge             | 24 628                  | 54,31                   |
|                            | Conservatore                           | Simon Marcus               | 8 073                   | 17,80                   |
|                            | BNP                                    | Nick Griffin               | 6 620                   | 14,60                   |
|                            | Lib Dem                                | Dominic Carman             | 3 719                   | 8,20                    |
|                            | UKIP                                   | Frank Maloney              | 1 300                   | 2,87                    |
|                            | Cristiano                              | George Hargreaves          | 482                     | 1,06                    |
|                            | Verdi                                  | Jayne Forbes               | 317                     | 0,70                    |
|                            | Monster Raving Loony                   | Crucial Chris Dowling      | 82                      | 0,18                    |
|                            | Indipendente                           | Thomas Darwood             | 77                      | 0,17                    |
|                            | Restoration Party                      | Dapo Sijuwola              | 45                      | 0,10                    |
|                            |                                        |                            |                         |                         |
| Iscritti                   | Iscritti                               | Iscritti                   | 73 868                  | 100,00                  |
| ↳ Votanti (% su iscritti)  | ↳ Votanti (% su iscritti)              | ↳ Votanti (% su iscritti)  | 45 343                  | 61,38                   |
| ↳ Astenuti (% su iscritti) | ↳ Astenuti (% su iscritti)             | ↳ Astenuti (% su iscritti) | 28 525                  | 38,62                   |
|                            |                                        |                            |                         |                         |
|                            | Esito: collegio confermato a Laburista |                            |                         |                         |

### Elezioni negli anni 2000
| Partito                    | Partito                                | Candidato                  | Risultati 5 maggio 2005 | Risultati 5 maggio 2005 |
| Partito                    | Partito                                | Candidato                  | Voti                    | %                       |
| -------------------------- | -------------------------------------- | -------------------------- | ----------------------- | ----------------------- |
|                            | Laburista                              | Margaret Hodge             | 13 826                  | 47,83                   |
|                            | Conservatore                           | Keith Prince               | 4 943                   | 17,10                   |
|                            | BNP                                    | Richard Barnbrook          | 4 916                   | 17,01                   |
|                            | Lib Dem                                | Toby Wickenden             | 3 211                   | 11,11                   |
|                            | UKIP                                   | Terry Jones                | 803                     | 2,78                    |
|                            | Verdi                                  | Laurie Cleeland            | 618                     | 2,14                    |
|                            | Indipendente                           | Demetrious Panton          | 530                     | 1,83                    |
|                            | Rivoluzionario dei Lavoratori          | Mick Saxby                 | 59                      | 0,20                    |
|                            |                                        |                            |                         |                         |
| Iscritti                   | Iscritti                               | Iscritti                   | 57 568                  | 100,00                  |
| ↳ Votanti (% su iscritti)  | ↳ Votanti (% su iscritti)              | ↳ Votanti (% su iscritti)  | 28 906                  | 50,21                   |
| ↳ Astenuti (% su iscritti) | ↳ Astenuti (% su iscritti)             | ↳ Astenuti (% su iscritti) | 28 662                  | 49,79                   |
|                            |                                        |                            |                         |                         |
|                            | Esito: collegio confermato a Laburista |                            |                         |                         |

| Partito                    | Partito                                | Candidato                  | Risultati 7 giugno 2001 | Risultati 7 giugno 2001 |
| Partito                    | Partito                                | Candidato                  | Voti                    | %                       |
| -------------------------- | -------------------------------------- | -------------------------- | ----------------------- | ----------------------- |
|                            | Laburista                              | Margaret Hodge             | 15 302                  | 60,90                   |
|                            | Conservatore                           | Mike Weatherley            | 5 768                   | 22,96                   |
|                            | Lib Dem                                | Anura Keppetipola          | 2 450                   | 9,75                    |
|                            | BNP                                    | Mark C. Tolman             | 1 606                   | 6,39                    |
|                            |                                        |                            |                         |                         |
| Iscritti                   | Iscritti                               | Iscritti                   | 55 229                  | 100,00                  |
| ↳ Votanti (% su iscritti)  | ↳ Votanti (% su iscritti)              | ↳ Votanti (% su iscritti)  | 25 126                  | 45,49                   |
| ↳ Astenuti (% su iscritti) | ↳ Astenuti (% su iscritti)             | ↳ Astenuti (% su iscritti) | 30 103                  | 54,51                   |
|                            |                                        |                            |                         |                         |
|                            | Esito: collegio confermato a Laburista |                            |                         |                         |

## Risultati dei referendum
|             | Collegio | Lasciare UE % | Rimanere in UE % |
| ----------- | -------- | ------------- | ---------------- |
|             | Barking  | 60,3%         | 39,7%            |
| Inghilterra | 53,3%    | 46,7%         |                  |
| Regno Unito | 51,9%    | 48,1%         |                  |